# Twitch (služba)
Twitch (nebo též Twitch.tv) je platforma pro živé vysílání (streaming). Byla založena v červnu 2011 spolumajiteli stránky Justin.tv, Justinem Kanem a Emmettem Shearem. Druh tohoto vysílání se zaměřuje především na videohry, vysílání soutěží eSports (progaming) a další podobné akce s herním účelem, ale i hudbu, umění, či Talk Show. Obsah webu lze prohlížet buď živě, nebo pomocí záznamu z daného vysílání, u kterých si streamer může určit, jestli obsah bude volný uživatelům, nebo jej zpoplatní.
Twitch je nejpopulárnější služba tohoto typu, v říjnu 2013 měla 45 milionů unikátních diváků svých internetových stránek, a od února 2014 byla považována za čtvrtý největší zdroj špičkového internetového provozu ve Spojených státech.
V srpnu 2014 byla stránka zakoupena americkou společností Amazon.com za 970 mil. dolarů.
Generálním ředitelem společnosti je od března 2023 Dan Clancy.

## Partner program
V červenci 2011 zahájila společnost Twitch Partnerský program.
Partnerský program umožňuje producentům, aby měli příjmy z reklam.
Uživatelé Twitch se navíc mohou přihlásit k odběru partnerských kanálů streamerů za 4,99 USD, 9,99 USD, nebo 24,99 USD za měsíc, což často umožňuje uživateli přístup k jedinečným emotikonům, výhodám v chatu, sledování bez reklam a dalším výhodám.
Diváci mohou streamera podpořit pomocí měny takzvaných bitů. (1 bit =1 cent)
Ačkoli dělal výjimky, Twitch předtím vyžadoval, aby potenciální partneři měli průměrně 500 diváků na streamu, stejně jako konzistentní plán streamů přinejmenším tři dny v týdnu. Od uvedení funkce „Úspěchy“ však existuje jasnější „cesta k partnerství“ se sledovatelnými cíli, kde streamer vidí trvání, četnost streamů a průměrnou sledovanost.

## Program pro spolupracovníky
V dubnu 2017 Twitch zahájil svůj „affiliate program“, který umožňuje menším kanálům generovat příjmy. Účastníci tohoto programu získají některé, ale ne všechny, výhody partnerského programu. Streameři mohou profitovat z fandění s Bity, které lze zakoupit přímo na Twitchi. Spolupracovníci mohou také přistupovat k funkci předplatných se všemi stejnými funkcemi, ke kterým mají přístup partneři, jen mohou odemknout maximálně 5 emote slotů. V září 2019 služba oznámila, že spolupracovníci získají podíl na výnosech z reklamy.
V současné době je pro přijetí do programu pro spolupracovníky potřeba dosáhnout 50 sledujících (ekvivalent youtube odběru) a 3 průměrných diváků, spolu s požadavky na odstreamování určité doby. Pro přijetí do partnerského programu je nutno mít průměrně 75 diváků.